# Sinogomphus scissus
Sinogomphus scissus – gatunek ważki z rodziny gadziogłówkowatych (Gomphidae).